# Самоархивирование
Самоархиви́рование — размещение автором бесплатного экземпляра электронного документа в всемирной сети с целью обеспечения свободного доступа к нему.
Термин обычно относится к самоархивированию в институциональном репозитории статей научных рецензируемых журналов и материалов конференций, а также диссертаций, результатов научных исследований и др., для повышения их доступности использования и цитирования.
Самоархивирование является одним из двух методов для обеспечения свободного доступа. Это иногда называют «зеленым путём» к свободному доступу, тогда как другой, публикация в журнале свободного доступа — «золотой путь».
Идея самоархивирования получила распространение после Будапештской инициативы открытого доступа (англ. Budapest Open Access Initiative — BOAI) 2001 года.